# Дворядник муровий
Дворя́дник мурови́й (Diplotaxis muralis) — одно-, дворічна (зрідка нестійка багаторічна) рослина родини капустяних, природний гібрид між дворядником тонколистим і дворядником прутяним.

## Опис
Трав'яниста напіврозеткова рослина заввишки 20–40(60) см. Коренева система стрижнева. Стебло висхідне, біля основи розгалужене, запушене відстовбурченими донизу, зігнутими, простими волосками, вгорі майже голе. Розеткові та нижні стеблові листки голі або, особливо знизу і по краю, короткошорстковійчасті, черешкові, довгасті. Їхня форма різниться від невиразно виїмчасто-зубчастої до глибоко виїмчасто-зубчастої або пірчастороздільної з гострими трикутнояйцеподібними до довгастих лопатями: майже цілокраїми або виїмчасто-зубчастими бічними і великою (найчастіше оберненояйцеподібною або трилопатевою) верхівковою.
Суцвіття — малоквіткова, розлога китиця. Квітки двостатеві, світло-сірчано-жовті. Чашолистків 4, вони голі або у верхній частині слабо волосисті, їх довжина сягає 3,5–5,5 мм. Оцвітина складається з 4 обрененояйцеподібних пелюсток завдовжки 4,5–10 мм, завширшки 4–5 мм. Тичинок 6, завдовжки 3,5–6 мм кожна. Пиляки відносно великі (1,5–2 мм завдовжки), жовті. Плід — голий розкривний стручок завдовжки 2–4 см. Насінини еліптичної форми, завдовжки 0,9–1,3 мм, завширшки 0,6–0,9 мм.
Число хромосом 2n = 42.

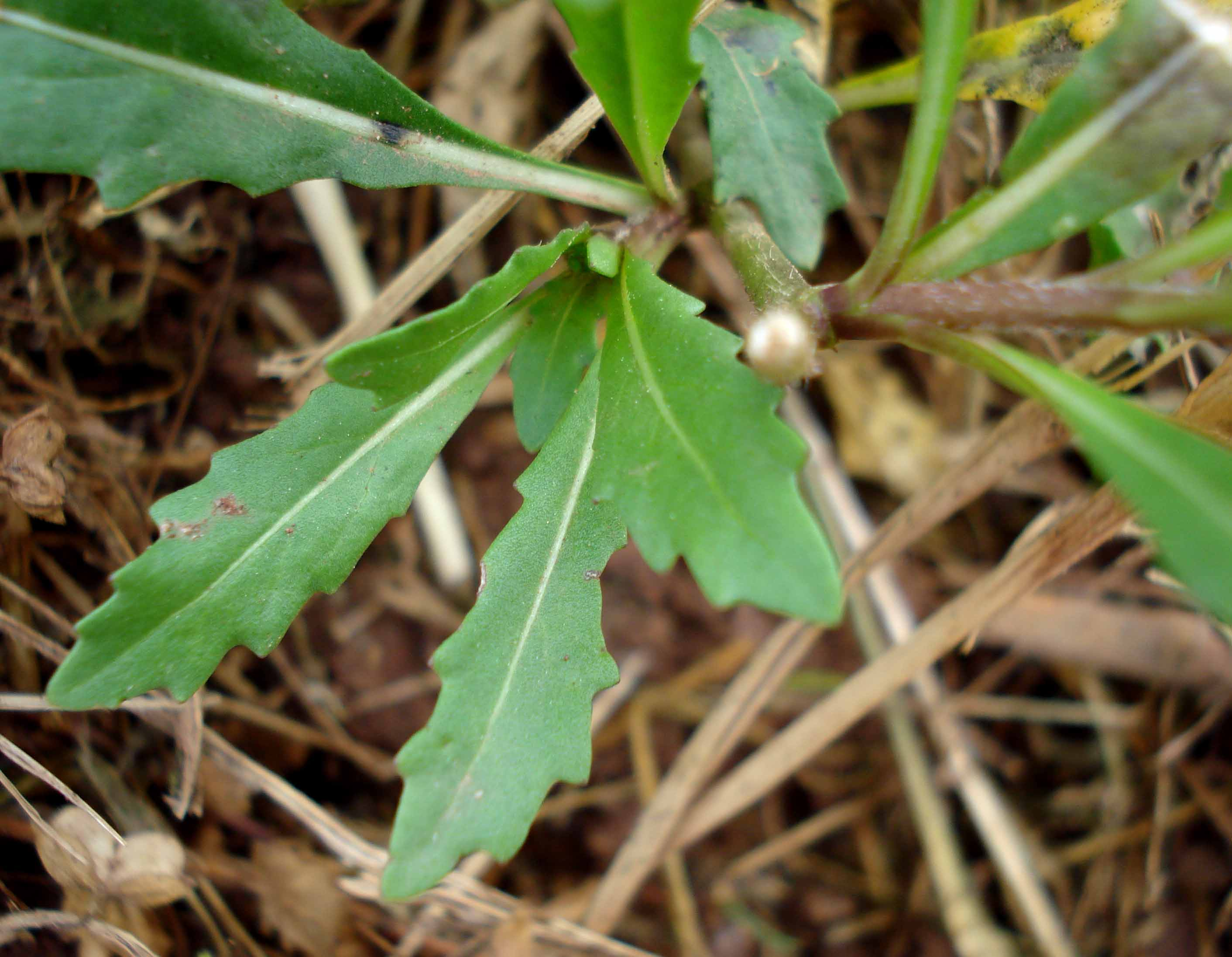
Листя
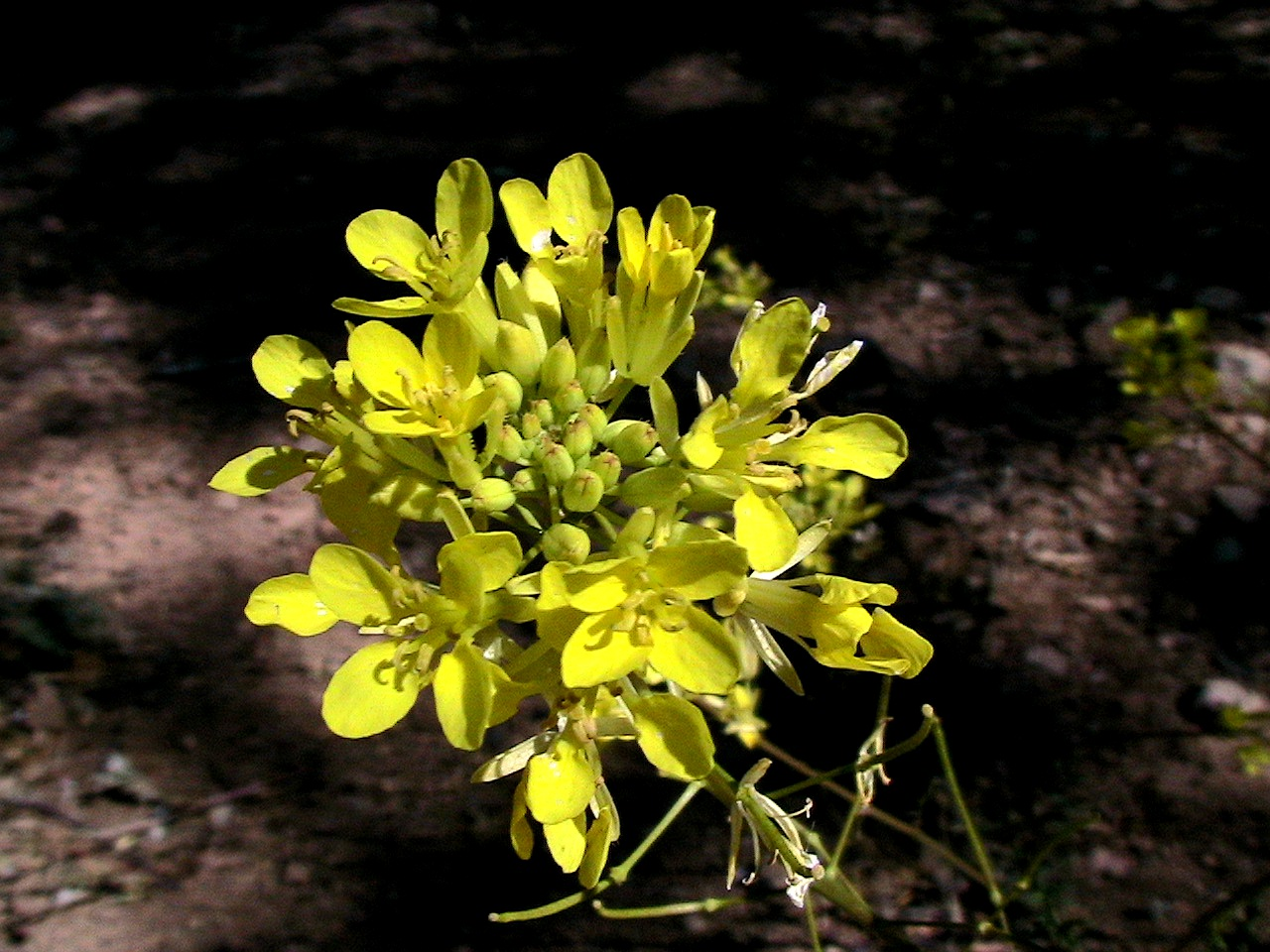
Суцвіття
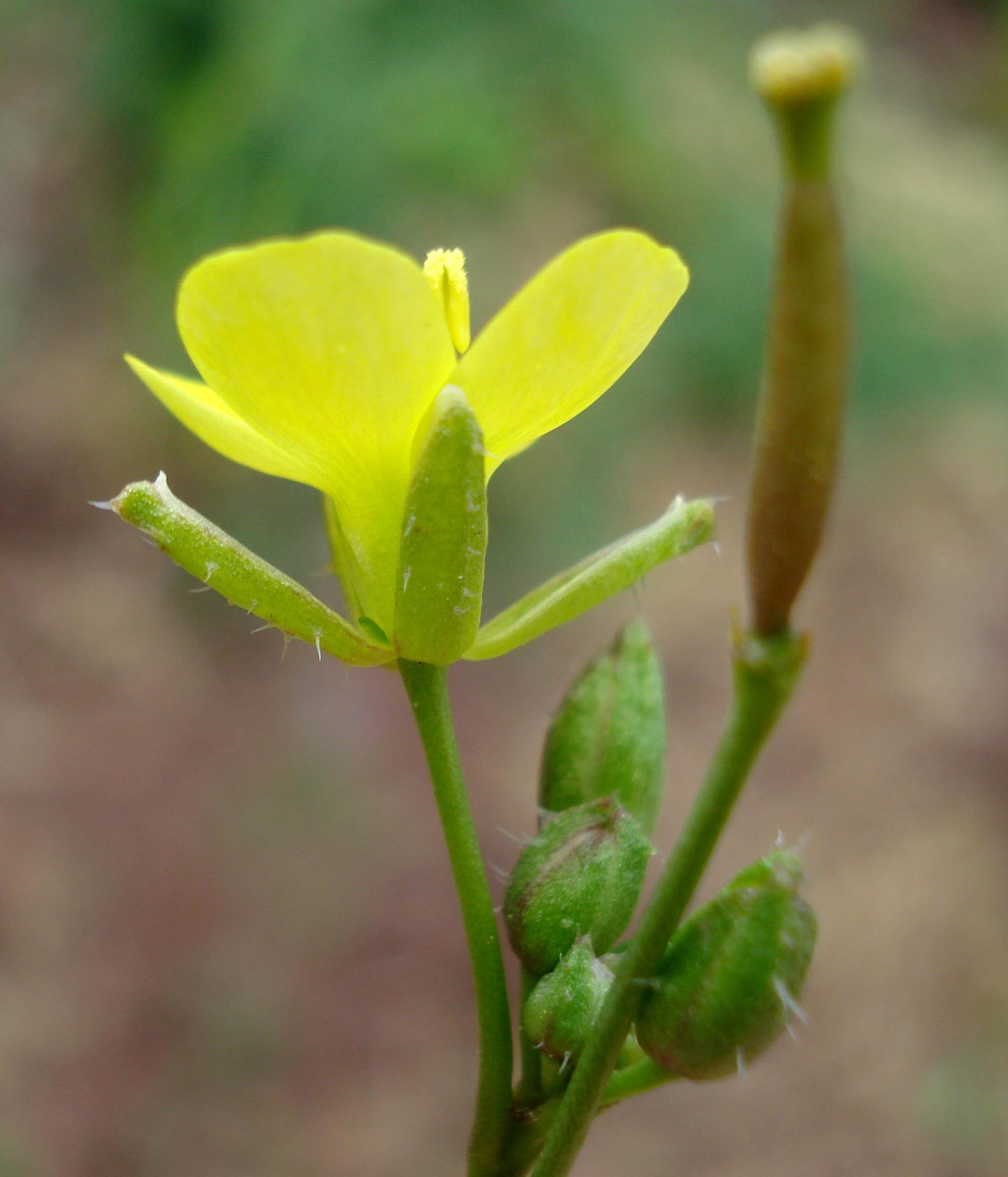
Вигляд квітки ззовні
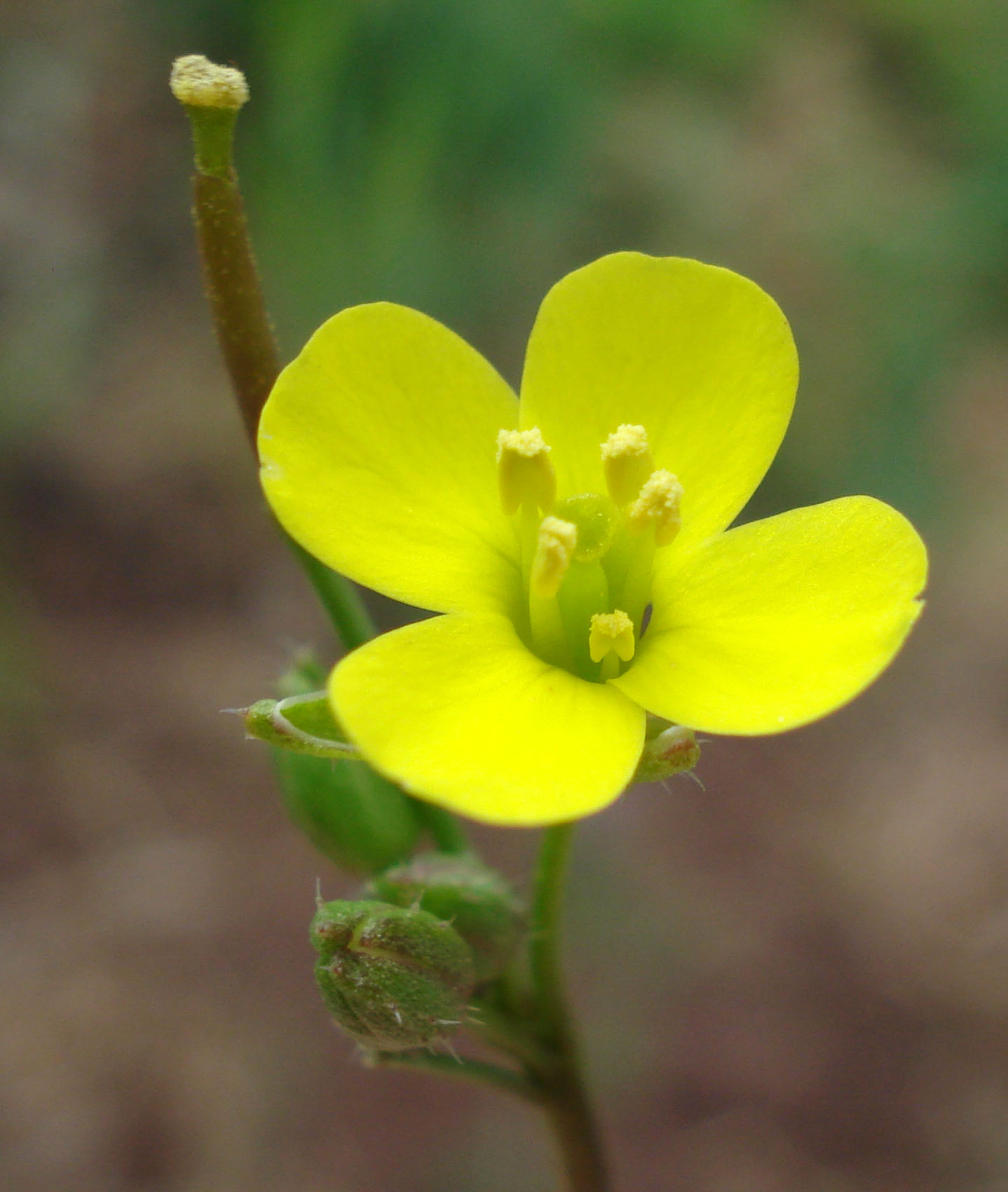
Вигляд квітки зсередини

## Поширення
Ареал виду дуже широкий: первинна зона розповсюдження охоплювала Центральну і Східну Європу, Північну Африку, Азію. За допомогою людини ця рослина була занесена в інші регіони планети і тепер зустрічається практично в усіх областях з помірним кліматом.

## Екологія
Рослина теплолюбна, віддає перевагу помірно сухим, лужним, пухким, плодючим, багатим на карбонати ґрунтам. Дворядник муровий зростає на сухих гірських схилах, у щілинах між камінням, по перелогах, берегах водойм, обабіч доріг і залізничних колій, на полях та рудеральних (засмічених) ділянках.
В різних частинах ареалу цвітіння триває з квітня по жовтень, плоди дозрівають з травня по жовтень. Запилення відбувається за допомогою комах, можливе самозапилення. Насіння розповсюджується за допомогою тварин, потоків вітру, води. Окрім насіннєвого розмноження можливе вегетативне за допомогою кореневих паростків, але воно вкрай рідкісне.

## Значення та статус виду
Вид доволі розповсюджений і наразі охорони не потребує, але в деяких частинах ареалу (наприклад, в Німеччині) його чисельність швидко скорочується. Подекуди дворядник муровий поводить себе як бур'ян, втім великої шкоди не завдає. В Україні його можна побачити в Українському степовому (відділення «Хомутовський степ»), Ялтинському гірсько-лісовому, Карадазькому природних заповідниках.

## Синоніми
| - Brassica muralis (L.) Boiss. - Crucifera diplotaxis E.H.L.Krause - Diplotaxis intermedia Schur - Diplotaxis littoralis Sennen - Diplotaxis mandonis Sennen - Diplotaxis muralis var. babingtonii Syme ex Marquand - Diplotaxis muralis var. caulescens Kitt. - Diplotaxis muralis var. ceratophylla Batt. - Diplotaxis muralis subsp. ceratophylla (Batt.) Mart.-Laborde - Diplotaxis muralis var. muralis | - Diplotaxis muralis subsp. muralis - Diplotaxis muralis var. pinnatifida Noulet - Diplotaxis muralis var. pseudoviminea Schur - Diplotaxis muralis subsp. simplex (Viv.) Jafri - Diplotaxis muralis var. simplex (Viv.) El Naggar - Diplotaxis polonica Zapal. - Diplotaxis vallesensis Sennen - Eruca decumbens Moench - Eruca muralis (L.) Besser - Sinapis muralis (L.) W.T.Aiton |